# Sawyer (Oklahoma)
Sawyer es un pueblo ubicado en el condado de Choctaw en el estado estadounidense de Oklahoma. En el año 2010 tenía una población de 321 habitantes y una densidad poblacional de 26,53 personas por km².

## Geografía
Sawyer se encuentra ubicado en las coordenadas 34°0′46″N 95°22′20″O / 34.01278, -95.37222 (34.012880, -95.372138).

## Demografía
Según la Oficina del Censo en 2000 los ingresos medios por hogar en la localidad eran de $24,375 y los ingresos medios por familia eran $29,688. Los hombres tenían unos ingresos medios de $26,071 frente a los $19,375 para las mujeres. La renta per cápita para la localidad era de $11,874. Alrededor del 24.9% de la población estaban por debajo del umbral de pobreza.